# Nissan Stadium
Nissan Stadium (jap. 日産スタジアム, Nissan Sutajiamu - dříve: International Stadium of Yokohama) je japonský fotbalový stadion ve městě Jokohama. Stadion byl postaven v roce 1997. Stadion je domácím stadionem fotbalového týmu Yokohama F Marinos. Na stadiónu se pořádávají atletické závody a koncerty. Asi jedna třetina elektrické energie, která se na stadionu spotřebuje, pochází ze spalovacích pecí v Jokohamě.
V roce 2002 hostil finále Mistrovství světa ve fotbale a 3 zápasy základních skupin a v roce 2019 byl využit pro zápasy Mistrovství světa v ragby. Podle plánu by měl na olympijských hrách v roce 2020 hostit několik utkání turnaje v kopané.